# Parc Nacional de l'Iguaçu
|  | Per al seu homòleg argentí, vegeu Parc Nacional d'Iguazú |

El Parc Nacional de l'Iguaçú (en portuguès, Parque Nacional do Iguaçu), a l'estat de Paranà, és una unitat de conservació brasilera. Està localitzat a l'extrem oest de l'estat de Paranà, a 17 km del centre de la ciutat de Foz do Iguaçu i a només 5 km de l'Aeroport Internacional de Foz do Iguaçu. El parc nacional té una àrea total de 185.262,20 hectàrees, i s'hi troba un dels més espectaculars conjunts de cascades de la Terra.
També és un dels pocs llocs de conservació de la Mata atlàntica, que abans cobria més d'1,3 milions de km², distribuïda al llarg de 17 estats brasilers; avui, malauradament, està restringida a només el 7,3% d'aquest total. El que en va restar es troba, actualment, en petites àrees aïllades, entre les quals les anomenades unitats de conservació. Fins a la dècada dels 50 del segle xx, la regió oest del Paranà es mantenia ben preservada ambientalment; a partir d'aleshores, el procés més intens de devastació va anar aïllant el Parc Nacional de l'Iguaçú. El 1980, aquest ja es trobava pràcticament aïllat, en una situació similar a l'ocorreguda a la regió de la serra do Mar, al litoral de l'estat del Paranà.
No obstant això, pel que fa a la biodiversitat de fauna, van ser registrades 257 espècies de papallones –s'estima que n'existeixen a prop de 800–; de mamífers, en van ser catalogats 45, 12 d'amfibis, 41 de serps, 8 de llagardaixos, 18 de peixos i 200 espècies d'aus.
Al Brasil, el parc nacional limita amb 14 municipis: Foz do Iguaçu, Medianeira, Matelândia, Céu Azul, Sao Miguel do Iguaçu, Santa Terezinha de Itaipu, Santa Tereza do Oeste, Capitão Leônidas Marquis, Capanema i Serranópolis.
El Parc Nacional de l'Iguaçu va ser efectivament creat el 10 de gener del 1939, pel Decret-Llei núm. 1.035 del llavors president de la República Getúlio Vargas. El 17 de novembre del 1986, va rebre la distinció, concedida per la UNESCO, de Patrimoni Natural de la Humanitat. El parc va elaborar el seu primer Pla director el 1981, que fou revisat l'any 1999.

## Història
L'any 1542, l'espanyol Álvar Núñez, nomenat governador de Paraguai, en el viatge cap a la ciutat d'Asunción, es trobà amb la grandiositat de les cascades de l'Iguaçú. Ell va ser el primer europeu a conèixer la regió, on en l'època vivien només els indis tupí-guaranís. El 1876, l'enginyer André Rebouças fa la primera proposta a l'emperador Pere II del Brasil sobre la creació del parc nacional. El 1916, Santos Dumont, en conèixer les cascades de l'Iguaçu, va quedar tan impressionat amb la seva bellesa que va pressionar amb el seu prestigi el llavors governador de la província perquè allí fos creat un parc nacional. L'indret, que era llavors propietat particular, és declarat lloc d'interès públic. El 1930, va ser ampliada l'àrea expropiada el 1916, per crear el Parc Nacional de l'Iguaçu.

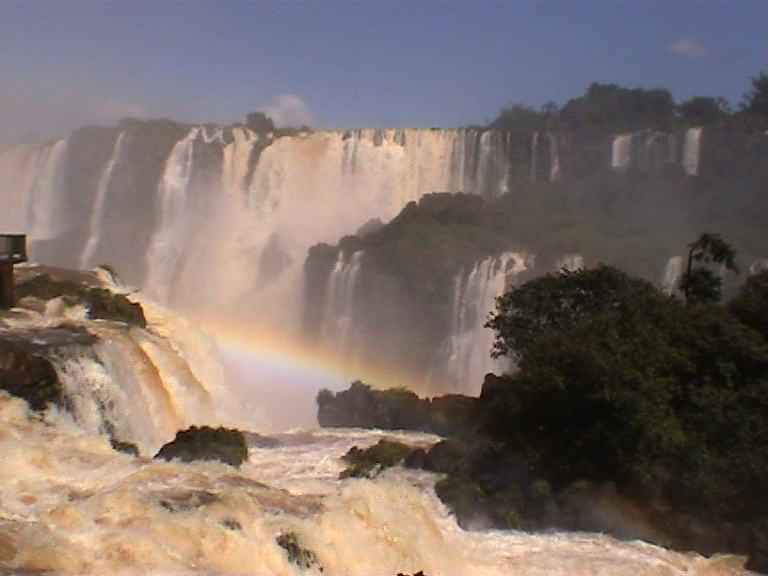
Parc Nacional de l'Iguaçú.

El Parc Nacional de l'Iguaçú preserva l'exuberant vegetació de la selva subtropical que envolta l'àrea de les cascades: 2 mil espècies de plantes i 400 d'aus. Té dos circuits principals per a la visita, anomenats el circuit inferior i el circuit superior. En el circuit inferior, les passarel·les porten a sentir les caigudes d'aigua, mentre que el circuit superior ho fa per sobre del salt d'aigua. També disposa d'un ascensor panoràmic. Es poden també sobrevolar les cascades de l'Iguaçú a partir de l'helicòpter de l'Helisul, així com fer passejades pel riu amb barca de motor.
A més de les impressionants cascades i els seus arcs de Sant Martí, es podran conèixer altres motius d'interès: el centre de visitants, el zoològic, la Llnia Martins, el parc d'ocells Tropicana, la Trilha do Poço Negro, el Salto do Macuco, la Trilha das Bananeiras o l'estàtua de Santos Dumont, homenatge fet per la VASP al «pare de l'aviació», que va usar tot el seu prestigi en el Govern de l'estat de Paranà per la transformació de l'àrea de les cascades en un Parc Nacional. L'indret, que era propietat particular, és llavors declarat públic.
El parc protegeix tota la conca del riu Floriano, un dels afluents de l'Iguaçú, una raresa al sud del Brasil per la qualitat de l'aigua. Les seves fonts queden pròximes a la carretera BR-277, entre Céu Azul i Santa Tereza.
El parc es complementa amb el Parque Nacional Iguazú, a la part argentina.

## Patrimoni de la Humanitat
El parc forma part del Patrimoni de la Humanitat, declarat per la UNESCO, l'any 1986. El Parc comparteix amb el Parc Nacional d'Iguazú a l'Argentina una de les cascades més grans i impressionants del món, les cascades de l'Iguaçú. Hi habiten moltes espècies rares i en perill d'extinció, tant de flora com de fauna, entre elles la llúdriga gegant i el formiguer gegant. Els núvols de la vaporització produïts per la caiguda d'aigua mantenen un creixement exuberant de la vegetació.

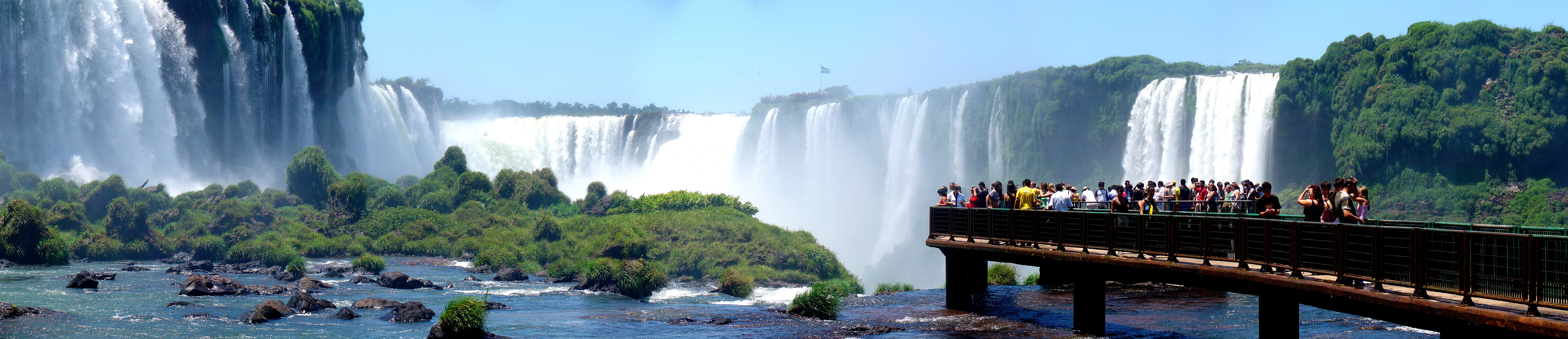
Accés a les cascades.

Ha estat també inscrit en la llista del Patrimoni de la Humanitat en perill des del 1999 fins al 2001.

## Protecció transfronterera
Tota aquesta riquesa que hi ha al parc és amenaçada permanentment. Això requereix mesures enèrgiques per a augmentar la sensibilització i l'educació ambiental, l'aplicació estricta de les lleis per part de les autoritats competents i una legislació apropiada. La caça furtiva i il·legal, l'extracció del cor de la juçara (Euterpe edulis), l'extracció de fusta i llenya, l'ús de productes agroquímics prop dels rius que entren al parc, la desforestació dels boscos de ribera, tot plegat afecta profundament tot l'equilibri de l'ecosistema. Juntament amb el Parc Nacional d'Iguazú, a l'Argentina, aquest indret del Patrimoni Mundial Natural comprèn una superfície total de 250 hectàrees de bosc subtropical i de fauna silvestre protegida.